# Лікування шоком (фільм, 1973)
Лікування шоком (фр. Traitement de choc) — психологічний трилер 1973 року режисера Алена Джессуа. Фільм вийшов у Великій Британії завдяки дистриб'ютору Ентоні Балчему, під назвою «Оголений лікар»/«Doctor in the Nude».

## Сюжет
Відчуваючи, що життя зайшло в глухий кут, Елен Массон, 38-річна неодружена власниця модного бізнесу, записується до приватної клініки доктора Девілерса на узбережжі Бретані. Вона помічає, що більшість працівників некваліфіковані португальські чоловіки, які не здаються здоровими, оскільки схильні до непритомності. Режим клініки для її заможних клієнтів, які є постійними відвідувачами, зосереджений на терапії свіжими клітинами. Її друг Жером, який рекомендував це місце, але більше не може дозволити собі високі ціни, попереджає її, що ін'єкції викликають залежність. Наступного дня його знаходять мертвим біля підніжжя скелі, інспектор поліції вважає цей випадок самогубством.
Елен, яка не з тих жінок, що закривають очі на підозрілі непритомність чи смерть, починає власне розслідування. Володіючи португальською, вона знайомиться з Мануелем, одним із нещасних працівників, і, зайшовши до його кімнати, знаходить його непритомним. Сховавшись за шторою, вона бачить, як лікарі беруть у нього велику кількість крові.
Молодий і чарівний доктор Девілерс, знаючи, що вона задумала, забирає її в ліжко. Згодом, поки він спить, вона копається в його файлах і знаходить те, що підозрювала. Намагаючись поїхати, вона виявляє, що її машина зіпсована, а телефонні лінії не працюють. Проникнувши в лабораторію, вона знаходить частково розчленований труп Мануеля. Девілерс застає її там, і у фінальній сутичці, що віддзеркалює їхні попередні сексуальні сутички, вона завдає йому смертельного удару ножем.
Інспектор поліції, постійний пацієнт, який сподівається, що клініка зможе продовжувати працювати, як і раніше, вважає всі її жахливі розповіді маренням збожеволілої жінки та заарештовує її за вбивство.

## У ролях
| Актор              | Персонаж              |
| ------------------ | --------------------- |
| Анні Жирардо       | Елен Массон           |
| Ален Делон         | доктор Девілерс       |
| Мішель Дюшоссуа    | доктор Бернар         |
| Робер Ірш          | Жером Савіньят        |
| Жанна Колетен      | Камілла Джованеллі    |
| Жан-Франсуа Кальве | Рене Гассен           |
| Габріель Каттанд   | прокурор де Буасьєр   |
| Роберт Парті       | полковник де Рібероль |

## Відгуки
Журнал TV Guide писав, що фільм «починається з кількох розумних і напружених моментів у відносно гарних декораціях. Однак напруга швидко спадає. Деякі спроби сатиричного висміювання заможних людей приносять свої плоди, але вони не є новими чи страшенно дотепними. Делон додає енергії своїй ролі, і Жирардо працює, але фільм так і не складається у ціле». У той час журнал Time Out писав: «Джессуа впевнено справляється зі своєю сумішшю напруги й сатири, залучаючи чудову гру Жирардо, розгубленої та, зрештою, невпевненої у своєму розумі, і Делона в ролі диявольського, але наполовину симпатичного лікаря, в обіймах якого вона опиняється». Акуратна повчальна історія про людське марнославство, поєднана з байкою про лицемірство"

## Цікаві факти
- У своїй біографії Анні Жирардо пише, що Ален Делон жорстоко вдарив її по-справжньому, як відплату за те, що вона покинула свого чоловіка Ренато Сальваторі, який був найкращим другом Делона. Через неї він бив коханців Жирардо.[17]
- Фільм залишився відомим завдяки сценам, в яких двоє головних акторів з'являються повністю оголеними. Екстер'єри знімали на острові Бель-Іль.